# Elizabeth Arthur
Elizabeth Arthur (* 15. November 1953 in New York) ist eine US-amerikanische Schriftstellerin.
Sie wurde als Tochter zweier Schriftsteller, Robert Arthur und Joan Vaczek Arthur im Bundesstaat New York geboren. 1967 zog sie mit ihrer Familie nach Vermont. 1971 begann sie ihr Studium, brach es jedoch 1973 ab, um an der National Outdoor Leadership School in Wyoming zu unterrichten. Schon als Schülerin hatte sie viel Zeit in Naturschutzgebieten und -reservaten verbracht. Dort begegnete sie ihrem ersten Ehemann, sie heirateten 1974 und zogen anschließend nach British Columbia, Kanada, wo sie bis 1979 lebten. In British Columbia kauften beide eine kleine Insel und errichteten eigenhändig ihr Haus.
1976 nahm Elizabeth Arthur ihr Englischstudium wieder auf, und machte ihren Abschluss 1978. 1979 trennte sie sich von ihrem Ehemann und zog zurück nach Vermont, wo man ihr 1980 die Mitgliedschaft in der Bread Loaf Writer’s Conference anbot.
1982 heiratete sie Steven Bauer; ihr Mann ist auch Schriftsteller. Sie zogen nach Ohio und bald weiter ins ländliche Indiana, wo sie ein viktorianisches Farmhaus kauften. Elizabeth gewann ein Stipendium des National Endowment for the Arts, und so konnte sie 1983 und 1986 ihre ersten beiden Romane schreiben. Während dieser Zeit hatte sie Lehraufträge für kreatives Schreiben an den Universitäten von Cincinnati und Miami. 1988 veröffentlichte sie dann ihren dritten Roman.
1990 nahm Elizabeth Arthur als einzige Schriftstellerin am Programm der Antarctic Artists and Writers teil. Nicht zuletzt aufgrund ihrer Erfahrungen in der Antarktis entstand ihr Roman Eislandfahrt.
2024 kündigte Elizabeth Arthur an, die von ihrem Vater Robert Arthur geschaffene Buchreihe Die drei ??? mit 26 gemeinsam mit ihrem Mann Steven Bauer verfassten Bänden fortzusetzen.

## Werke
- Bad Guys, Macmillan, London 1987, ISBN 0-333-44536-8
- Beyond the mountain, Harper & Row, New York 1983, ISBN 0-06-015189-7
- Binding spell, Macmillan, London 1988, ISBN 0-333-48622-6
- Eislandfahrt. Roman, Fischer, Frankfurt/M. 1997, ISBN 3-596-13752-7
- Island Sojourn, Harper & Row, New York 1980, ISBN 0-06-010156-3
- Looking for the Klondike Stone, Knopf, New York 1993, ISBN 0-679-41894-6

## Einzelbelege
1. ↑  https://elizabetharthur.substack.com/p/publication-plans-93e